# دورا مار
آنریت تئودورا مارکویچ با نام مستعار دورا مار (فرانسوی: Dora Maar‎؛ ۲۲ نوامبر ۱۹۰۷ – ۱۶ ژوئیهٔ ۱۹۹۷) عکاس، هنرمند، نقاش، شاعر، طراح رقص، مجسمه‌ساز، و مدل اهل فرانسه بود. او معشوق پابلو پیکاسو بود و پیکاسو زیبایی او را می‌ستود.

## زندگی‌نامه
آنریت تئودورا مارکویچ تنها دختر ژوزف مارکویچ (۱۸۷۵–۱۹۶۹)، معماری کروات بود. پدرش در زاگرب، وین، و پاریس درس خوانده بود. او در ۱۸۹۶ میلادی همراه با همسر کاتولیکش، لویی-ژولی ووآزین (۱۸۷۷–۱۹۴۲) که اهل کنیاک بود، در پاریس ساکن شد.
در ۱۹۱۰ میلادی، خانوادهٔ مارکویچ به بوینس آیرس رفت. در آنجا پدرِ دورا چند سفارش دریافت کرد، از جمله سفارت اتریش-لهستان؛ دستاوردهای او موجب شد تا امپراتور فرانتس یوزف یکم از او تقدیر کند، هرچند که «او تنها معماری بود که نتوانست در بوینس آیرس ثروتی بدست آورد.»
در ۱۹۲۶ میلادی، خانواده به پاریس بازگشت. دورا مار نامی بود که آنریت برای خود برگزید. او در مدرسهٔ عکاسی و اتحاد مرکزی هنرهای تزیینی درس خواند. او همچنین در مدرسه هنرهای زیبا و آکادمی ژولیان ثبت نام کرد. او به تنهایی به لندن و بارسلون سفر کرد. او از تأثیرهای سقوط وال‌استریت در سال ۱۹۲۹ (میلادی) عکس گرفت و با کمک پدرش یک کارگاه در منطقهٔ هشتم پاریس باز کرد.
دورا مار در پایان ۱۹۳۵ میلادی، به‌عنوان عکاس برای فیلم جرم موسیو لانگه به کارگردانی ژان رنوآر استخدام شد. در آنجا بود که پل الوار او را به پابلو پیکاسو معرفی کرد. رابطهٔ او و پیکاسو ۹ سال طول کشید. بدون آنکه پیکاسو از معشوق پیشینش که مادر دخترش بود، جدا شود. طی خلق تابلوی گرنیکا دورا مار از پیکاسو عکاسی کرد و بعداً به عنوان مدل برخی نقاشی‌های او حضور داشت.